# Indiexpo
indiexpo é um site de hospedagem apenas para jogos de vídeo gratuitos para jogar no navegador ou baixar para PC, Linux ou MAC, com funções semelhantes a uma rede social. A primeira versão do site foi lançada em 1º de março de 2011, apenas na Itália, como um espaço virtual para jogos de vídeo independentes desenvolvidos usando Rpg Maker e Game Maker. Em 2020, o site foi traduzido para 20 idiomas e hospeda jogos de todos os tipos e gêneros.

## História

### 2011–2015
A primeira versão do site indiexpo foi lançada online em 2011, com o nome freankexpo.net e anunciada no principal fórum italiano de RPG Maker. A primeira versão tinha apenas recursos básicos, incluindo um sistema de registro de usuários e o carregamento de jogos diretamente por seus autores ou fãs. Sua popularidade posteriormente atraiu outras comunidades de desenvolvedores de jogos italianos, especialmente relacionadas ao RPG Maker e ao Game Maker. O site foi rapidamente traduzido para o inglês em maio de 2011, para o alemão em setembro do mesmo ano e para o francês e espanhol no ano seguinte. A tradução foi feita diretamente pelos primeiros jogadores e desenvolvedores que começaram a usar o site.
Em 2013, o site viu um aumento em seu crescimento, com muitos jogos independentes sendo carregados diariamente, desenvolvidos também com outros programas de desenvolvimento de jogos, como Unity 3D, Unreal Engine e Construct. A principal área do site era a classificação, com todos os jogos classificados de acordo com a pontuação atribuída pelos outros usuários.
Os jogos eram compatíveis com todos os tipos de sistemas operacionais, e o site foi considerado uma das principais plataformas para baixar jogos gratuitos para Linux.

### 2016–hoje
No início de 2016, o site foi totalmente reescrito e renomeado como indiexpo, tornando-se um portal de jogos com muitos novos recursos e um design totalmente novo e mais moderno.
indiexpo começou a aceitar jogos em HTML5 para navegadores em fevereiro, e em março, a área "eventos" foi aberta. No mesmo ano, em setembro, foram introduzidos novos recursos, como a possibilidade de inserir hashtags para uso em comentários ou na descrição do jogo, novas classificações e novas estatísticas para jogos.
Em agosto, começaram os testes de um sistema de API, que permitia a todos os desenvolvedores criar automaticamente uma classificação online para seus jogos.
Inspirado por Ready Player One, o site organizou caças ao tesouro em diferentes jogos, usando a nova função de classificações online. Em junho, também foi introduzida a possibilidade de incorporar um jogo em seu próprio blog ou site pessoal, com um sistema muito semelhante ao usado pelo YouTube.
Em 2017, o site começou a ser utilizado por diversos desenvolvedores famosos que estavam se aproximando do mundo dos jogos independentes, como Mario Marquardt, um dos autores de Assassin's Creed Chronicles e Pierre Leclerc, um dos desenvolvedores na Electronic Arts. Em março de 2018, o site começou a lançar os primeiros jogos em exclusividade temporária, e posteriormente, foi introduzido e aprimorado um algoritmo de aprendizado de máquina que recomendava os jogos mais adequados aos jogadores com base em suas atividades. O site está traduzido em 20 idiomas, incluindo idiomas orientais como japonês, chinês e coreano, adicionados em 2018 e 2019. Em 2020, marcando um recorde para sites desse tipo, também foi traduzido para o persa.
Em 2021, em resposta a várias solicitações dos usuários, foi introduzida a possibilidade de verificar a própria conta, a fim de garantir que um jogo tivesse sido carregado pelo autor legítimo. No final do ano, o site continuou a sua expansão nos países da Ásia, sendo traduzido também para filipino e tailandês.

## Funcionalidades

### Aprendizado de Máquina
O indiexpo desenvolveu um sistema complexo de recomendações personalizadas de jogos com base em avaliações, comentários e atividades dos jogadores. O sistema de recomendação do indiexpo abrange várias abordagens algorítmicas, como aprendizado por reforço, redes neurais, modelagem causal, modelos gráficos probabilísticos, fatoração de matrizes, conjuntos e bandits. Cada vez que um usuário registrado acessa o site, o sistema de recomendação estima a probabilidade de o usuário jogar um jogo específico com base em suas atividades anteriores.

### indiepad
Em 2017, foi lançado um aplicativo para o sistema Android chamado indiepad, conectado ao site, que permitia transformar o [[smartphone em um controle para jogar vários jogos carregados no indiexpo. Quando um jogo compatível era iniciado, o usuário tinha a opção de escanear o código QR e conectar seu telefone ao jogo em questão. Esta função recebeu muito apoio da empresa Scirra, proprietária da engine de jogo Construct.
A peculiaridade desse sistema para os desenvolvedores é a facilidade de implementação, pois não é necessário modificar o código de seus jogos, mas é possível integrar esse tipo de gamepad diretamente no momento do carregamento no site.
É especialmente adequado para jogos multiplayer local, permitindo configurações de até 4 jogadores.

### indiexpo Doodle
Similar ao Google Doodle, o indiexpo Doodle é uma alteração especial e temporária do logotipo do Indiexpo na barra de pesquisa do site para comemorar eventos relacionados à cultura nerd, jogos ou figuras históricas notáveis na indústria de jogos. Por exemplo, o logotipo foi alterado durante o último torneio mundial de xadrez, no início da última temporada de Game of Thrones, durante o aniversário da Atari e do Pac-Man, para comemorar o Homem de Ferro no filme Avengers: Endgame e durante a última temporada de Attack on Titan.

### Hashtags
Em 2016, foi introduzida a possibilidade de etiquetar a descrição de um jogo usando um ou mais hashtags: palavras ou combinações de palavras precedidas pelo símbolo de cancelamento (#), semelhante ao Twitter. Ao marcar uma mensagem com uma hashtag, você cria um link para todos os jogos recentes que mencionam a mesma hashtag. Da mesma forma, o símbolo "@" seguido de um nome de usuário é usado para mencionar ou responder a outros usuários. Essa função foi posteriormente estendida para comentários e atualizações de jogos.

## Campanhas no Kickstarter
O Indiexpo nunca promoveu sua própria campanha no Kickstarter, mas ajudou várias vezes equipes menores a obter visibilidade e promover suas iniciativas. As mais relevantes foram em relação aos jogos Landflix Odyssey, Ayo The Clown, Justin Wack and the Big Time Hack e Freud's Bones.